# Darb Mulay Sharif

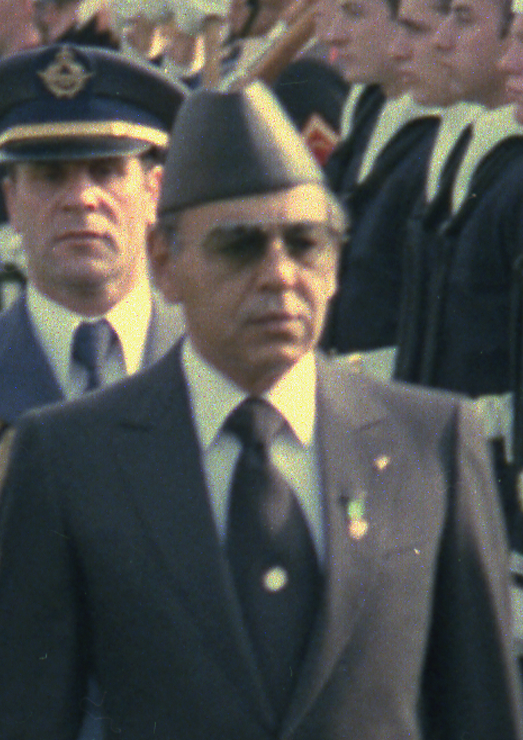
Hassan II.

Darb Mulay Sharif (en árabe, درب مولاي شريف; en la transcripción francesa más habitual, Derb Moulay Chérif) era una comisaría que contaba con un centro secreto de detención y tortura utilizado por el Estado marroquí para la represión política durante los llamados años de plomo, bajo el reinado de Hasan II. Funcionó como tal entre 1972 y 1990. 
Situado en el barrio Hayy Muhammadiyya de Casablanca, Darb Mulay Sharif era una suerte de casa cuartel de la policía compuesta por las dependencias policiales y las viviendas de los agentes y sus familias. Aparte de su función pública como comisaría, Darb Mulay Sharif contaba con una amplia red de sótanos que servían como centro clandestino de detención y tortura para la represión política. Las personas encerradas en los sótanos del lugar eran por lo general detenidas de forma ilegal, sin que se hiciera constar en registros y sin acción judicial ninguna. A veces se califica a Darb Mulay Sharif de «centro de tránsito de larga duración» en la medida en que no era su función acoger a estas personas indefinidamente sino interrogarlas y derivarlas hacia otros sitios, pero por otro lado los detenidos podían pasar años encerrados en el lugar. Posteriormente se les convertía en detenidos legales, con lo que seguían un proceso judicial que les solía llevar a prisión bajo diversas acusaciones, o bien se les transfería a centros de detención clandestina permanente. Algunos eran puestos en libertad y otros morían durante su estancia en Derb Mulay Sharif.
Como en otros centros de estas características, los detenidos llevaban los ojos vendados y las manos esposadas permanentemente. Estaban bajo vigilancia constante y tenían terminantemente prohibido hablar o comunicarse de algún otro modo. 
Salah El Ouadie, miembro de la Instancia Equidad y Reconciliación (IER) y antiguo detenido en Darb Mulay Sharif, identificó en 1999 al alto cargo de la seguridad Youssfi Kadour, miembro de la delegación marroquí que afirmó ante la ONU en Ginebra que en Marruecos no existían las torturas, como responsable y principal torturador en Darb Mulay Sharif en la época en que El Ouadie estuvo allí. Fiel a la política de la IER (oficial) de reparar los perjuicios causados a las víctimas sin molestar a los verdugos, El Ouadie no desveló públicamente el nombre de este actualmente alto cargo de la seguridad, aunque le dirigió una famosa carta abierta. 
En la actualidad  Darb Mulay Sharif es sede del gobierno municipal de su distrito. 